# Алтай
Вижте пояснителната страница за други значения на Алтай.
Алтай (на руски: Алтайские горы; на монголски: Алтайн нуруу; на южноалтайски: Алтай туулар; на казахски: Алтай таулары) е планинска система в Централна Азия, разположена на територията на Русия, Китай, Монголия и Казахстан. Простира се от Западносибирската равнина на северозапад (81° и.д.) до равнините на пустинята Гоби на югоизток (106° и.д.) на протежение повече от 2000 km. Състои се от силно разчленени хребети, образуващи вододели между водосборните басейни на реките Об, Иртиш и Енисей и реките от безотточните басейни в Централна Азия. Максимална височина връх Белуха 4506 m. Планинската система Алтай се дели на три обособени части: Руски (Същински) Алтай, Монголски Алтай и Гобийски Алтай. (За последните две части виж съответните статии).

## Географска характеристика

### Географски положение, граници
Руски (или Същински) Алтай е разположен на териториите на: Русия – Република Алтай, Алтайски край, Република Хакасия и Република Тува; Казахстан – Източноказахстанска област; Китай и Монголия. На юг и югозапад достига широката долина на река Иртиш, на северозапад и север чрез стръмен отстъп се отделя от Западносибирската равнина, на североизток чрез хребета Корбу се свързва с Абаканския хребет, на изток Шапшалския хребет и хребета Чихачов го свързват съответно с планинската система на Западните Саяни и планините на Западна Монголия, а на югоизток граничния хребет Сайлюгем и планинския възел Табин-Богдо-Ола – с Монголски Алтай. В тези граници дължината му от изток на запад е около 600 km, а ширината от север на юг около 500 km.

### Геоложки строеж, полезни изкопаеми
Алтай представлява сложна блоково-нагъната планинска система, която е изградена от мощни дислоцирани слоеве от теригенни, карбонатни и вулканогенни скали с различна възраст – от горния протерозой, през долния камбрий до карбон включително. Тези скали са пробити от интрузивни палеозойски породи с различен състав и възраст. Най-широко са разпространени палеозойските геосинклинални и вулканогенните формации. Горнопротерозойските метаморфни слоеве, изграждащи фундамента на палеозойския Алтай са представени само в ядките на антиклинориите (например Катунския) и хорстовите издигания (Теректинския и др.). Незначително разпространение имат въглищните континентални горнопалеозойски и юрски седименти, а също палеоге-неогеновите наслаги, откриващи се в отделни грабени и междупланински падини.
По особеността на геоложкия си строеж и своето геоложко развитие се открояват два етапа: каледонски (т.н. планински), изявяващ се главно в североизточните части, и отделения от него чрез зони с дълбоки разломи херцински етап, изграждащ основно югозападните части. Дълбочинните разломи във вътрешността на тези територии разделят различни по строеж структурно-фациални зони. В направление от изток на запад се наблюдава „подмладяване“ на геоложките комплекси и нагънатите структури. Това е свързано така, че формирането на геосинклиналните пропадания са се премествали във времето от изток на запад. Най-древните нагънати съоръжения са започнали да се формират през раннокаледонския период, продължават в средата на камбрий и завършват в средата на ордовик и края на силур. Те са разположени на североизток и по на запад в Холзунско-Чуйския и Талицкия антиклинорий. Геосинклиналното развитие и формирането на нагънатите структури завършва през долния карбон. Тази закономерност от пространствено преместване на геосинклиналните пропадания малко се нарушава в североизточните части на планината, а вложените под тях каледониди са унаследени от херцински синклинорийни пропадания (Ануйско-Чуйски, Уйменско-Лебедски и Курайски синклинорий) и падини, свидетелствуващи за дългото и многоетапно развитие на отделните структури.
Алтай е богат на различни полезни изкопаеми – желязна руда, живак, злато, редки, благородни и цветни метали. Формирането на основните рудни находища е свързано с тектонските и вулканични процеси протекли през горния палеозой. Към кайнозойските разломи са привързани четири групи термални източници: Абакански Аржан, Белокурихски, Рахмановски и Джумалински.

### Релеф
Планинският релеф, оформил се след херцинския орогенезис, по времето на мезозоя се заравнява и се съпровожда с образуването на дебела изветрителна кора. В края на палеогена се възобновява слабото, постепенно нарастващо сводово издигане, което се усилва в края на неогена и началото на антропогена. По старите и новите разломи, простиращи по паралела и от северозапад на югоизток, стават големи блокови премествания и движения, което довежда до образуването на сложния съвременен релеф. В моделирането на релефа основна роля изиграва кватернерното заледяване и интензивната речна ерозия. Най-високите хребети в планината (над 3200 – 4000 m) – Катунски, Северо и Южночуйски и др. са разположени в централните и източни части и имат основно простиране по паралела. Те се отличават с алпийски релеф – голяма амплитуда във височините, стръмни склонове, скалисти гребени и многочислени труднодостъпни върхове. На север и запад височината на хребетите в планината се понижава, а направлението им се изменя в северозападно и даже в меридионално. Там се разполагат особено типичните за Алтай средно високи хребети и масиви с височина 1500 – 2500 m, със слабо разчленени била, представляващи остатъци от древни повърхностни заравнения, и стръмни склонове, разчленени от млади ерозионни долини. Много от хребетите в планината са разделени от характерните за Алтай големи тектонски междупланински котловини, носещи обичайното название „степи“ (Чуйска, Абайска, Курайска, Уймонска, Канска и др.), дъната на които са разположени на височина 500 – 2000 m и са изградени от рохкави кайнозойски седименти.

### Климат
Климатът в планината е континентален и доста суров. Зимата в условията на господстващото тук високо атмосферно налягане (Азиатския антициклон) е студена и продължителена. Средната януарска температура се колебае от -15 °C в предпланинските части и до -28 - -32 °C в междупланинските котловини, където са отчетени ясно изразени температурни инверсии (абсолютен минимум в Чуйската степ -60 °C). В планината лятото е кратко и прохладно, като средните юлски температури на височина 1000 m не превишават 14 – 16 °C. Алтай е мощен кондензатор на влага. На откритите към влажните ветрове склонове в западните и североизточни райони падат до 800 – 1200 mm валежи (на места до 2000 mm) и са разпределени сравнително равномерно през годишните сезони. На югоизток годишната сума на валежите намалява до 200 – 300 mm (в Чуйската степ – до 100 mm). Тук преобладават летните валежи и дебелината на снежната покривка през зимата е незначителна. Характерна особеност за климата на Алтай са планинско-долинните ветрове, в частност фьон. Във високите хребети на Алтай има над 1000 ледника с обща площ над 800 km2. Най-големи са долинните ледници Катунски и Чуйски, дължината на които достига 8 – 10 km.

### Води
Планината е разчленена от гъста мрежа от планински реки с големи наклони и бързи течения. По своя режим те се отнасят към особения алпийски тип: подхранват се от топящите се снегове и летните дъждове и се отличават с продължително пролетно пълноводие. Най-големите и многоводни реки в региона са: Катун и Бия (лява и дясна съставящи на Об), Бухтарма (десен приток на Иртиш), Чариш (ляв приток на Об), Аргут и Чуя (десни притоци на Катун) и др. Има над 3500 езера, които са предимно карстови и моренно-преградни. Най-големи са Телецкото и Маркакол, които заемат тектонски котловини.

### Типове ландшафти
В пределите на Алтай са разпространени планинскостепните, планинските горски и високопланинските ландшафти, образуващи система на отчетливо изразени височинни ландшафни пояси.

### Планинскостепен ландшафт
Планинските степи са характерни основно за предпланинските и нископланинските масиви в крайните райони на планината. Те се формират в условията на сравнително високи летни температури (средна юлска температура 18 – 22 °C) и малка годишна сума на валежите (от 200 до 450 mm). На север планинските степи се „изкачват“ до 500 – 600 m, а на юг – до 1000 – 1500 m. В северните и западните нископланински части върху обикновени и излужени черноземи са развити основно ливадни разновидности на степите. Значителни участъци са заети от степни храсти – караган, спирей, шиповник, курилски чай. В по-сухите южни части на Алтай долните части от склоновете на хребетите са покрити с полино-типчакови степи развити върху светлокафяви почви и само над 600 – 700 m (където се формират маломощни южни и обикновени черноземи) те преминават в планински ливаднозлакови и храстови степи. В планинскостепните райони са характерни дребните гризачи – лалугер, мишка, хамстер, бурсук, а от птиците – степен орел. Степните ландшафти са характерни и за сухите междупланински котловини, повърхността на които обикновено е покрита със злакова и злаково-тревиста растителност. Съвсем различен облик имат високопланинските (1400 – 2200 m) Чуйска и Курайска степ, които се отличават с най-сухия рязко континентален климат. Тук върху кафяви почви се формират степни ландшафти съставени от дребни дървета, дребни храсти и полупустинна растителност. Те наподобяват полупустините на съседна Монголия и са заселени с монголска фауна – антилопа дзерен, дива котка манул и др.

### Планинско-горски ландшафт
Планинско-горския ландшафт е типичен за Алтай и заема почти 70% от неговата територия. Той е характерен за нископланинските и особено среднопланинските хребети. и се развива в условията на умерено прохладен и доста влажен климат (годишна сума на валежите 500 – 1500 mm). Тук преобладават планинските гори, горната граница на които на север достига 1700 – 2000 m, а в централните и източни части 2200 – 2450 m. Във влажните райони, където са формирани светлосивите подзолисти почви преобладава иглолистната тайга – елова в западните части и елово-кедрова в североизточните. В най-усвоените от човека участъци тя се сменя с вторични брезово-осикови гори. В централните и южни части на Алтай, отличаващи се с по-сух климат, доминират горите от лиственица, развити върху тъмноцветни слабо оподзолени ливадни почви. За този пояс много характерни са обширните поляни заети от ливадна растителност, а по склоновете с южна експозиция и речните тераси са развити планинските степи. Най-типичните животни за този пояс са: мечка, рис, белка, елен, марал и множество видове птици.

### Високопланински ландшафт
Този тип ландшафт е типичен само за най-високите хребети в Алтай и се формира в сурови климатични условия – ниски летни температури и значително количество валежи, падащи основно във вид на сняг. Във високопланинския пояс в западните, централни и южни части на планината преобладават планинсколивадните, ливадноподзолистите и тъмноцветните ливадночерноземни почви, на които в долните части на пояса се развиват нискостеблени субалпийски храсти (бреза и ива), а нагоре – алпийски ливади и пасища. За източните и североизточните райони по-типични са различните видове планинска тундра (храстова, мъхово-лишейна, каменисто-ливадна). Над алпийските ливади и пасища и планинската тундра господстват лишените от растителност, скали, каменисти пространства, снежни полета и ледници. Характерните животни тук са: планински козел, снежен барс, северен елен.

## Изследване на Алтай
Научните изследвания на природата на Алтай от руските учени започват през ХVІІІ в., когато през първата половина на века в западната част на планината са открити големи рудни находища и са построени първите фабрики за тяхната преработки. През този период за опознаването, изследването и първоначалното картиране на планината донасят следните учени и пътешественици: 1722 – 26 г. – Даниел Готлиб Месершмит; 1733 г. – Йохан Георг Гмелин; 1764 – 68 г. – Ерик Лаксман; 1771 г. – Йохан Готлиб Георги и Никита Соколов. През 1826 г. с изучаването на флората и фауната на планината се занимава Карл Фридрих фон Ледебур, който предполага наличието на големи находища на злато, които са открити две години по-късно през 1828 г. Същата година (1826) планината е изследвана от Александър Андреевич Бунге, а през 1833 и 1835 г. – от германския геолог на руска служба Фридрих Геблер. Сериозни геоложки и географски изследвани са извършени от инженерите от минното ведомство – геолозите Пьотър Чихачов (1842 г.) и Григорий Щуровски (1844 г.). Важни научни резултати са получени от експедициите, оглавявани от Василий Сапожников (1895 – 99, 1911 г.), Инокентий Толмачов (1898 – 99, 1902 г.) и Владимир Обручев (1905 – 06 г.), които в течение на много години изучават растителното богатство и заледяванията във високопланинските райони. През ХХ век разностранни изследвания в Алтай се осъществяват от геолози на Министерството по геология и учени от Томския университет (особено Михаил Тронов, от 1912 г. до 1940 г.) и многочислени комплексни експедиции от АН на СССР. През 1912 г. Михаил Тронов заедно с брат си първи се изкачват на връх Белуха. Проведени са държавни крупномащабни топографски и геоложки снимки и изследвания на разнообразните природни ресурси на планината, във връзка с развитието на минната промишленост, селското стопанство и използването на хидроенергийните ресурси на реките.